# تکیه عبدالله بیگ
تکیه عبدالله بیگ مربوط به دوره قاجار است و در سنندج، محله سرتپوله، خیابان شهدا واقع شده و این اثر در تاریخ ۵ آذر ۱۳۸۰ با شمارهٔ ثبت ۴۴۷۳ به‌عنوان یکی از آثار ملی ایران به ثبت رسیده است.